# Ofélia Marques
Ofélia Gonçalves Pereira da Cruz ou Ofélia Marques  (Lisboa, 14 de novembro de 1902 - Lisboa, 17 de dezembro de 1952) foi uma pintora, caricaturista e ilustradora portuguesa, conhecida pelas suas ilustrações de livros infantis.

## Biografia
Foi uma das primeiras mulheres a frequentar a Universidade, em Portugal. Inscrita no Curso de Filologia Românica, da Faculdade de Letras, abandonou, contudo, a licenciatura no 3º ano. Ofélia dedicar-se-á, a partir daí, à carreira artística, vindo a integrar o 2º modernismo português. "A sua chegada às artes plásticas, porventura apoiada pelo encontro com Bernardo Marques, colega de faculdade e futuro marido", ficará marcado pelo autodidatismo. E a sua primeira participação nas exposições coletivas dos modernistas dá-se em 1926, no II Salão de Outono.

## Obra
Dedica-se acima de tudo ao desenho, onde revela "o seu gosto pelo registo ingénuo de crianças e do seu universo de brincadeiras, sempre temperado de poses contemplativas, aliados ao seu conhecido desgosto de não ser mãe". No entanto, a bonomia das suas representações da infância  é em grande parte subvertida nas imagens onde meninas, "em poses sensuais, revelam facetas de uma intimidade erótica, servida por um desenho de traço denso ou sinuoso", ou quando decide realizar retratos ficcionados de amigos, como se fossem ainda crianças, definindo de modo benévolo ou cruel "todos os contornos da personalidade, [...] servindo-se, em alguns casos ironicamente, de um léxico que cita os próprios representados". 
Ofélia Marques descobre uma expressão autoral "capaz de registos de traço plurais e plásticos […] ora frescos e ingénuos, ora rápidos e ríspidos, dotados de um cromatismo forte, marcado pela ilustração, e que acentua uma desobediência às regras […]. Depois há também os outros, deliberadamente inacabados, e ainda os surrealizantes, como acontece em alguma autorrepresentação".  "A imagem mais forte, Ofélia dá-a através do conjunto dos seus autorretratos […]. Desenhada em várias poses de abandono, ou numa excessiva frontalidade – como se os olhos assim expostos não olhassem – e muitas vezes ainda, deslocada do seu tempo real, em todos eles se evoca uma estranha forma de ausência" .

### Ilustrações
Ofélia Marques, ficou conhecida pelas suas ilustrações de livros infantis e contos de autores portugueses, entre eles encontram-se:
- 1942 - Jornada das mães de família (criou o visual gráfico), editado pelo Secretariado da Propaganda Nacional [4]

- 1957 - Infância de que nasci, de Natércia Freire, editora Portugália [5]
- 1959 - Mariazinha em África: romance infantil, de Fernanda de Castro, editora Ática [6]

### Auto-retrato
Paralelamente ao seu trabalho público, desenvolve um outro, no espaço privado e clandestino: o auto-retrato e os desenhos eróticos. Assume o desenho como forma de expressão. Nos auto-retratos, revisita-se e transfigura-se, sem espaço para a inocência e para a doçura que encontramos na sua obra pública. Nas cenas eróticas e homossexuais, transgride a moral puritana, imposta às mulheres numa sociedade opressiva e castradora, que era a vivência do Estado Novo. É neste espaço privado que a artista revela os traços mais importantes da sua obra, ainda hoje esquecida.
Em 17 de Dezembro de 1952, Ofélia suicida-se.

## Prémios e Reconhecimento
Embora tenha centrado grande parte da sua actividade no desenho e ilustração (com trabalhos publicados em jornais e revistas entre os quais o ABC-zinho, Atlântico, Ver e Crer, Revista de Portugal, Panorama, Civilização e Litoral ), o seu trabalho em pintura permite-lhe vencer o Prémio Amadeu de Souza-Cardoso em 1940. 
Em 2002 a Casa da Cerca, Almada, apresentou uma exposição antológica dos seus desenhos.
É uma das artistas portuguesas cujas obras foram expostas no Museu Calouste Gulbenkian, no âmbito a exposição Tudo O Que Eu Quero que integrou o programa cultural da Presidência Portuguesa do Conselho da União Europeia em 2021. 
O seu nome consta da toponímia da Charneca da Caparica, freguesia da Câmara Municipal de Almada. 